# 大仏
大仏（）は、大きな仏像を指す通称。中国などアジアの仏教圏では、天然の岩壁を彫刻した磨崖仏などが古くから造られてきた。日本においては、奈良時代に聖武天皇が、国家の安寧と民の幸福を祈願して東大寺に奈良の大仏（東大寺大仏）を造立したのを嚆矢とする。以降、現代に至るまで、大きな功徳を求めた願主によって各地に大きな仏像が造られてきた。

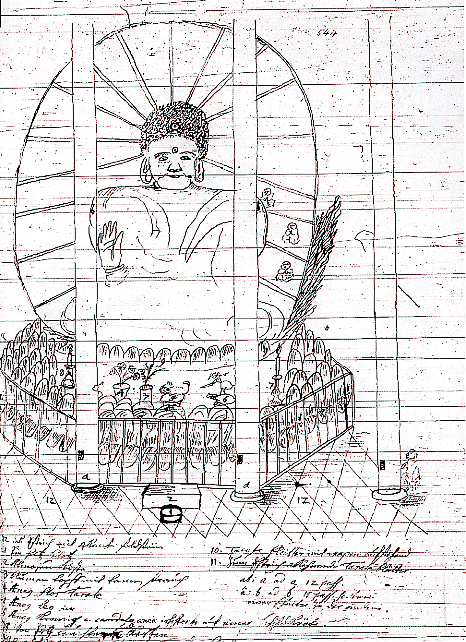
エンゲルベルト・ケンペルによる方広寺大仏(京の大仏)のスケッチ。豊臣秀吉が方広寺大仏を発願し、その後相次ぐ天災のため損壊と再建が繰り返されたが、それらの大仏は文献記録によれば、6丈3尺(約19m)とされ、東大寺大仏の高さ(14.7m)を上回り、大仏としては日本一の高さを誇っていた。

釈迦の背丈が1丈6尺あったという伝説から、その高さで造られた仏像を丈六仏（）という。背丈を基準としているため坐像の場合は、約半分の大きさになる。一般的には「丈六仏」より大きい仏像を「大仏」というが、その定義より小さくても「大仏」と称するものもある。
また、大仏を安置する仏堂を大仏殿（）と呼ぶことがあり、東大寺の大仏殿（金堂）が有名である。

## 主な大仏

### 日本
| 画像 | 名称                         | 所在地                 | 寺院等                 | 対象                         | 種類               | 像高(m)              | 建造年                                                      |
| ---- | ---------------------------- | ---------------------- | ---------------------- | ---------------------------- | ------------------ | -------------------- | ----------------------------------------------------------- |
|      | 頭大仏（御霊供養大仏）       | 北海道札幌市南区       | 真駒内滝野霊園         | 阿弥陀如来                   | 坐像               | 013.50               | 2006年（平成18年）                                          |
|      | 札幌大仏                     | 北海道札幌市西区       | 金毘羅密寺             | 文殊菩薩                     | 坐像               | 007.60               | 2003年（平成15年）                                          |
|      | 札幌薬師大仏                 | 北海道札幌市白石区     | 大昌寺                 | 薬師如来                     | 坐像               | 008.40               | 2012年（平成24年）                                          |
|      | 昭和大仏                     | 青森県青森市           | 青龍寺                 | 大日如来                     | 坐像               | 021.35               | 1984年（昭和59年）                                          |
|      | 背高観音                     | 青森県弘前市           | 袋宮寺                 | 十一面観音                   | 立像               | 06.15                | 1677年（延宝5年） 県重宝                                    |
|      | 盛岡大仏                     | 岩手県盛岡市           | 松園寺                 | 毘盧遮那仏                   | 坐像               | 012.00               |                                                             |
|      | 普門寺大仏                   | 岩手県陸前高田市       | 普門寺                 | 釈迦如来                     | 坐像               | 005.00               |                                                             |
|      | 愛子大仏                     | 宮城県仙台市青葉区     | 佛国寺                 | 毘盧遮那仏                   | 坐像               | 015.00               | 2002年（平成14年）                                          |
|      | 龍島院大仏                   | 宮城県柴田郡村田町     | 龍島院                 | 釈迦如来                     | 坐像               | 003.00               |                                                             |
|      | 鎌沢の大仏                   | 秋田県北秋田市         | 正法院                 | 地蔵菩薩                     | 坐像               | 004.82               | 1745年（延享2年） 市指定文化財                              |
|      | 赤田大仏                     | 秋田県由利本荘市       | 長谷寺                 | 十一面観音                   | 立像               | 009.00               | 1892年（明治25年） 市指定文化財                             |
|      | 立石寺大仏（山寺大仏）       | 山形県山形市           | 立石寺                 | 阿弥陀如来                   | 坐像               | 005.00               |                                                             |
|      | 酒田大仏                     | 山形県酒田市           | 持地院                 | 釈迦如来                     | 立像               | 013.00               | 1914年（大正3年）                                           |
|      | 会津大仏                     | 福島県喜多方市         | 願成寺                 | 阿弥陀如来                   | 坐像               | 002.41               | 鎌倉時代 国指定重要文化財                                   |
|      | 中地大仏                     | 福島県郡山市           | 東光寺                 | 阿弥陀如来                   | 坐像               | 003.00               | 県指定重要文化財                                            |
|      | 古河大仏                     | 茨城県古河市           | 西光寺                 | 阿弥陀如来                   | 坐像               | 002.50               | 1979年（昭和54年）                                          |
|      | 牛久大仏                     | 茨城県牛久市           | 牛久浄苑               | 阿弥陀如来                   | 立像               | 100.00               | 1993年（平成5年）                                           |
|      | 吉祥寺大仏                   | 茨城県鉾田市           | 吉祥寺                 | 釈迦如来                     | 坐像               | 001.50               |                                                             |
|      | 宇都宮大仏                   | 栃木県宇都宮市         | 善願寺                 | 毘盧遮那仏                   | 坐像               | 003.60               | 1735年（享保20年） 市指定文化財                             |
|      | 平戸の大仏                   | 埼玉県熊谷市           | 源宗寺                 | 薬師如来 観音菩薩            | 坐像               | 003.50               | 江戸時代前期 市指定文化財                                   |
|      | 大長寺大仏（行田大仏）       | 埼玉県行田市           | 大長寺                 | 阿弥陀如来                   | 坐像               | 003.60               |                                                             |
|      | 秩父大仏                     | 埼玉県秩父市           | 東林寺                 | 釈迦如来                     | 坐像               | 002.00               | 1989年（平成元年）                                          |
|      | 吉見大仏                     | 埼玉県比企郡吉見町     | 安楽寺                 | 阿弥陀如来                   | 坐像               | 003.00               | 1790年（寛政2年）                                           |
|      | 駒形大仏                     | 千葉県千葉市稲毛区     | 駒形観音堂             | 阿弥陀如来                   | 坐像               | 002.36               | 1703年（元禄16年） 市指定文化財                             |
|      | 中山大仏                     | 千葉県市川市           | 法華経寺               | 釈迦如来                     | 坐像               | 004.85               | 1719年（享保4年） 市指定文化財                              |
|      | 奈良の大仏                   | 千葉県市原市           |                        | 釈迦如来                     | 立像               | 001.74               | 1804年（文化元年） 市原市指定名勝                           |
|      | 鎌ヶ谷大仏                   | 千葉県鎌ケ谷市         |                        | 釈迦如来                     | 坐像               | 001.80               | 1776年（安永5年）                                           |
|      | 日本寺大仏                   | 千葉県安房郡鋸南町     | 日本寺                 | 薬師如来                     | 坐像               | 031.00               | 1969年（昭和44年）                                          |
|      | 神楽坂大仏                   | 東京都新宿区           | 安養寺                 | 薬師如来                     | 坐像               | 003.00               |                                                             |
|      | 西迎寺大仏（四谷の大仏）     | 東京都新宿区           | 西迎寺                 | 阿弥陀如来                   | 坐像               | 002.37               | 1694年（元禄7年） 区指定有形文化財                          |
|      | 護国寺大仏                   | 東京都文京区           | 護国寺                 | 毘盧遮那仏                   | 坐像               | 002.50               |                                                             |
|      | 吉祥寺大仏                   | 東京都文京区           | 吉祥寺                 | 釈迦如来                     | 坐像               | 006.00               |                                                             |
|      | 浅草寺大仏                   | 東京都台東区           | 浅草寺                 | 阿弥陀如来                   | 坐像               | 001.86               | 1693年（元禄6年）                                           |
|      | 天王寺大仏                   | 東京都台東区           | 天王寺                 | 釈迦如来                     | 坐像               | 002.96               | 1690年（元禄3年） 区指定有形文化財                          |
|      | 九品寺大仏                   | 東京都台東区           | 九品寺                 | 阿弥陀如来                   | 坐像               | 001.80               | 1660年（万治3年） 区指定有形文化財                          |
|      | 上野大仏                     | 東京都台東区           | 上野恩賜公園           | 釈迦如来                     | 坐像 ※顔のみ現存   | 006.00               | 1843年（天保14年） ※1923年（大正12年）倒壊                  |
|      | おおくら大仏（大蔵大仏）     | 東京都世田谷区         | 妙法寺                 | 釈迦如来                     | 立像               | 008.00               | 1994年（平成6年）                                           |
|      | 東京大仏（赤塚大仏）         | 東京都板橋区           | 乗蓮寺                 | 阿弥陀如来                   | 坐像               | 008.20               | 1977年（昭和52年）                                          |
|      | 多摩大仏（交通安全大仏）     | 東京都三鷹市新川       | 春清寺                 | 釈迦如来                     | 坐像               | 003.35               | 1979年 (昭和54年)                                           |
|      | 吹上大仏                     | 東京都日野市           | 善生寺                 | 釈迦如来                     | 坐像               | 005.00               | 1995年（平成7年）                                           |
|      | 鹿野大仏（多摩大仏）         | 東京都西多摩郡日の出町 | 宝光寺                 | 釈迦如来                     | 坐像               | 012.00               | 2018年（平成30年）                                          |
|      | 三浦大仏                     | 神奈川県横須賀市       | 聖徳久里浜霊園         | 阿弥陀如来                   | 立像               | 013.50               | 1983年（昭和58年）                                          |
|      | 鎌倉大仏（長谷の大仏）       | 神奈川県鎌倉市         | 高徳院                 | 阿弥陀如来                   | 坐像               | 011.39               | 鎌倉時代 国宝                                               |
|      | 越後胎内観音                 | 新潟県胎内市           | 越後胎内観音奉賛会     | 観音菩薩                     | 立像               | 7.30                 | 1970年(昭和45年)                                            |
|      | 白馬大仏                     | 新潟県糸魚川市         | 白馬観光ホテル         | 阿弥陀如来                   | 坐像               | 023.50               | 1969年（昭和44年）                                          |
|      | 高岡大仏                     | 富山県高岡市           | 大佛寺                 | 阿弥陀如来                   | 坐像               | 007.43               | 1933年（昭和8年） 市指定有形文化財                          |
|      | 戸出大仏                     | 富山県高岡市           |                        | 阿弥陀如来                   | 坐像               | 001.80               |                                                             |
|      | 庄川大仏（金屋大仏）         | 富山県砺波市           | 光照寺                 | 阿弥陀如来                   | 坐像               | 006.30               | 1932年（昭和7年）                                           |
|      | 小杉大仏                     | 富山県射水市           | 蓮王寺                 | 阿弥陀如来                   | 坐像               | 004.85               | 市指定文化財                                                |
|      | 人骨大仏                     | 石川県金沢市           | 大円寺                 | 地蔵菩薩                     | 立像               | 004.33               |                                                             |
|      | ハニベ大仏                   | 石川県小松市           | ハニベ巌窟院           | 釈迦如来                     | 頭のみ             | 015.00               | 1983年（昭和58年）                                          |
|      | 能登大仏                     | 石川県鳳珠郡穴水町     | 真和園                 | 阿弥陀如来                   | 坐像               | 008.40               | 2003年（平成15年）                                          |
|      | 福井大仏                     | 福井県福井市           | 光照寺                 | 聖観音                       | 坐像               | 007.00               | 1958年（昭和33年）                                          |
|      | 越前大仏（出世大仏）         | 福井県勝山市           | 清大寺                 | 毘盧遮那仏                   | 坐像               | 017.00               | 1987年（昭和62年）                                          |
|      | 熊坂大仏                     | 福井県あわら市         |                        | 阿弥陀如来                   | 坐像               | 002.00               | 1856年（安政3年） 市指定文化財                              |
|      | 岐阜大仏（籠大仏）           | 岐阜県岐阜市           | 正法寺                 | 釈迦如来                     | 坐像               | 013.70               | 1832年（天保3年） 県指定重要文化財                          |
|      | 法爾大仏                     | 岐阜県岐阜市           | 安祥院                 | 阿弥陀如来                   | 坐像               | 004.00               | 2012年（平成24年）                                          |
|      | 平和観音                     | 岐阜県多治見市         | 虎渓公園               | 観音菩薩                     | 立像               | 0015                 | 1965年（昭和40年）                                          |
|      | 魚供養観音菩薩               | 岐阜県本巣郡北方町     | 円鏡寺                 | 観音菩薩                     | 立像               | 0015                 |                                                             |
|      | 国府大仏                     | 岐阜県高山市           |                        | 阿弥陀如来                   | 坐像               | 001.77               | 平安時代 県指定重要文化財                                   |
|      | 佐吉大仏（竹鼻大仏）         | 岐阜県羽島市           | 大仏公園               | 釈迦如来                     | 坐像               | 004.90               | 1750年（寛延3年）                                           |
|      | 井川大仏                     | 静岡県静岡市葵区       |                        |                              | 坐像               | 011.00               | 1980年（昭和55年）                                          |
|      | 湯河原の首大仏               | 静岡県熱海市           | 福泉寺                 | 釈迦如来                     | 頭のみ             | 002.50               |                                                             |
|      | 川根大仏                     | 静岡県榛原郡川根本町   | 智満寺                 | 釈迦如来                     | 坐像               | 004.00               | 2000年（平成12年）                                          |
|      | 遍照寺大仏                   | 静岡県周智郡森町       | 遍照寺                 | 大日如来                     | 坐像               | 005.00               | 1718年（享保3年） 町指定文化財                              |
|      | 名古屋大仏                   | 愛知県名古屋市千種区   | 桃巌寺                 | 釈迦如来                     | 坐像               | 010.00               | 1987年（昭和62年）                                          |
|      | 平成大仏                     | 愛知県名古屋市昭和区   | 興正寺                 | 釈迦如来                     | 坐像               | 07.1                 | 2014年（平成26年）                                          |
|      | 薬師如来涅槃像               | 愛知県岡崎市藤川町     | 一畑山薬師寺           | 薬師如来                     | 涅槃像             | 08.94                |                                                             |
|      | 北大仏                       | 愛知県名古屋市北区     | 普光寺                 | 釈迦如来                     | 坐像               | 07.235               | 2003年（平成15年）                                          |
|      | 銅製大日如来像               | 愛知県名古屋市昭和区   | 興正寺                 | 大日如来                     | 坐像               | 03.64                | 1697年（元禄十年）                                          |
|      | 木造阿弥陀如来坐像           | 愛知県名古屋市中区     | 栄国寺                 | 阿弥陀如来                   | 坐像               | 02.23                | 1665年（寛文4年） 県指定文化財                              |
|      | 阿弥陀如来坐像               | 愛知県名古屋市熱田区   | 雲心寺                 | 阿弥陀如来                   | 坐像               | 02.4                 | 1862年（文久2年） 市指定文化財                              |
|      | 大観音                       | 愛知県名古屋市千種区   |                        | 観音菩薩                     | 立像               | 010                  | 1931年（昭和6年） ※1941年（昭和16年）南京に送られ文革で破壊 |
|      | 上菅大観音                   | 愛知県名古屋市名東区   | 本成寺                 | 観音菩薩                     | 立像               | 07                   |                                                             |
|      | 大日如来像                   | 愛知県名古屋市中区     | 七寺                   | 大日如来                     | 坐像               | 02.7                 |                                                             |
|      | 刈宿の大仏                   | 愛知県西尾市           | 常福寺                 |                              | 坐像               | 007.00               | 1928年（昭和3年）                                           |
|      | 新生大仏                     | 愛知県犬山市           | 成田山名古屋別院大聖寺 | 阿弥陀如来                   | 坐像               |                      | 1955年（昭和30年）                                          |
|      | 衣浦観音                     | 愛知県高浜市           | 観音寺                 | 観音菩薩                     | 立像               | 08                   | 1959年（昭和34年）                                          |
|      | 布袋の大仏                   | 愛知県江南市           |                        | 薬師如来                     | 坐像               | 018.00               | 1954年（昭和29年）                                          |
|      | 布袋の大仏                   | 愛知県江南市           |                        | 阿弥陀如来                   | 坐像               | 001.33               |                                                             |
|      | 聚楽園大仏                   | 愛知県東海市           | 聚楽園公園             | 阿弥陀如来                   | 坐像               | 018.79               | 1927年（昭和2年）                                           |
|      | 美濃田大仏                   | 三重県松阪市           | 真楽寺                 | 阿弥陀如来                   | 坐像               | 003.00               |                                                             |
|      | 伊賀大仏（阿波の大仏）       | 三重県伊賀市           | 新大仏寺               | 毘盧遮那仏                   | 坐像               | 004.05               | 享保年間                                                    |
|      | 純金開運寶珠大観音           | 三重県津市             | 寶珠山大観音寺         | 観音菩薩                     | 立像               | 033                  | 1981年（昭和56年）                                          |
|      | 志賀の大仏                   | 滋賀県大津市           |                        | 阿弥陀如来                   | 坐像               | 003.10               |                                                             |
|      | 長浜びわこ大仏（琵琶湖大仏） | 滋賀県長浜市           | 良疇寺                 | 阿弥陀如来                   | 立像               | 028.00               | 1994年（平成6年）                                           |
|      | 京の大仏                     | 京都府京都市東山区     | 方広寺                 | 毘盧遮那仏                   | 坐像               | 019.00               | 江戸時代前期 ※1798年（寛政10年）焼失                        |
|      | 東福寺大仏                   | 京都府京都市東山区     | 東福寺                 | 釈迦如来                     | 坐像 ※左手のみ現存 | 07.50                | 14世紀半ば ※1881年（明治14年）焼失                          |
|      | 京都大仏                     | 京都府京都市東山区     | 金剛華寺               | 釈迦如来                     | 坐像               | 007.50               | 1981年（昭和56年）                                          |
|      | 丹後大仏                     | 京都府与謝郡伊根町     |                        | 阿弥陀如来                   | 坐像               | 002.00               | 1945年（昭和20年）                                          |
|      | 石切大仏                     | 大阪府東大阪市         | 大佛寺                 | 阿弥陀如来                   | 坐像               | 006.00               | 1980年（昭和55年）                                          |
|      | 摂津大仏                     | 大阪府豊能郡能勢町     | 七寳寺                 |                              | 坐像               | 010.60               | 1997年（平成9年）                                           |
|      | 兵庫大仏                     | 兵庫県神戸市兵庫区     | 能福寺                 | 毘盧遮那仏                   | 坐像               | 011.00               | 1991年（平成3年）                                           |
|      | 鵯越大仏                     | 兵庫県神戸市北区       | 神戸市立鵯越墓園       | 阿弥陀如来                   | 坐像               | 012.54               | 1932年（昭和7年）                                           |
|      | 圓教寺大仏                   | 兵庫県姫路市           | 圓教寺                 | 毘盧遮那仏                   | 坐像               |                      |                                                             |
|      | 但馬大仏                     | 兵庫県美方郡香美町     | 長楽寺                 | 釈迦如来 薬師如来 阿弥陀如来 | 坐像               | 015.80 015.20 015.20 | 1994年（平成6年）                                           |
|      | 奈良の大仏（東大寺大仏）     | 奈良県奈良市           | 東大寺                 | 毘盧遮那仏                   | 坐像               | 014.70               | 752年（天平勝宝4年）                                        |
|      | 広島大仏                     | 奈良県生駒郡安堵町     | 極楽寺                 | 阿弥陀如来                   | 坐像               | 004.00               | 1201年（建仁元年）                                          |
|      | 飛鳥大仏                     | 奈良県高市郡明日香村   | 飛鳥寺                 | 釈迦如来                     | 坐像               | 002.75               | 609年（推古天皇17年）                                       |
|      | 無量光寺の首大仏             | 和歌山県和歌山市       | 無量光寺               | 毘盧遮那仏                   | 頭のみ             | 003.00               | 1840年（天保11年）                                          |
|      | 清水寺大仏（山陰の大仏）     | 島根県安来市           | 清水寺                 | 阿弥陀如来                   | 坐像               | 002.80               | 平安時代                                                    |
|      | 有福大仏                     | 島根県江津市           | 有福温泉               | 毘盧遮那仏                   | 坐像               | 003.64               | 1938年（昭和13年）                                          |
|      | 牛窓大仏（弘法寺大仏）       | 岡山県瀬戸内市         | 弘法寺                 | 阿弥陀如来                   | 坐像               | 002.82               |                                                             |
|      | 誕生寺大仏                   | 岡山県久米郡久米南町   | 誕生寺                 |                              | 坐像               | 006.42               | 1745年（延享2年）                                           |
|      | 東光園大仏（浜の大仏）       | 広島県広島市安芸区     |                        | 阿弥陀如来                   | 坐像               | 002.00               | 1935年（昭和10年）                                          |
|      | 備後大仏                     | 広島県府中市           | 吉井寺                 | 薬師如来                     | 坐像               | 001.48               |                                                             |
|      | 厳島大仏                     | 広島県廿日市市         | 大願寺                 | 不動明王                     | 坐像               | 004.00               | 2006年（平成18年）                                          |
|      | 極楽寺大仏                   | 広島県廿日市市         | 極楽寺                 | 阿弥陀如来                   | 坐像               | 008.00               | 1984年（昭和59年）                                          |
|      | 厚母大仏                     | 山口県下関市           | 安養寺                 | 阿弥陀如来                   | 坐像               | 002.69               | 平安時代                                                    |
|      | 多々良大仏                   | 山口県防府市           | 毛利氏庭園             | 阿弥陀如来                   | 坐像               | 003.00               |                                                             |
|      | 日見大仏                     | 山口県大島郡周防大島町 | 西長寺                 | 阿弥陀如来                   | 坐像               | 002.84               | 平安時代                                                    |
|      | 福岡大仏                     | 福岡県福岡市博多区     | 東長寺                 | 釈迦如来                     | 坐像               | 010.80               | 1992年（平成4年）                                           |
|      | 博多大仏                     | 福岡県福岡市東区       | 称名寺                 | 釈迦如来                     | 坐像               |                      | 1912年（大正元年） ※1942年（昭和17年）供出                  |
|      | 釈迦涅槃像                   | 福岡県糟屋郡篠栗町     | 南蔵院                 | 釈迦如来                     | 涅槃像             | 041.00               | 1995年（平成7年）                                           |
|      | 呼子大仏                     | 佐賀県唐津市           | 国民宿舎呼子ロッジ     | 阿弥陀如来                   | 立像               | 010.50               | 1922年（大正11年）                                          |
|      | 法泉寺大仏                   | 佐賀県杵島郡白石町     | 法泉寺                 | 毘盧遮那仏                   | 坐像               | 05.07                | 正徳年間                                                    |
|      | 別府大仏                     | 大分県別府市           | 榮信寺                 | 阿弥陀如来                   | 坐像               | 024.00               | 1928年（昭和3年） ※1989年（平成元年）解体                   |
|      | 別府地獄大仏（金龍地獄大仏） | 大分県別府市           |                        | 阿弥陀如来                   | 立像               | 005.00               |                                                             |

#### 日本三大仏
日本三大仏は、日本にある大仏の中から代表的な3尊を選んだものである。うち2尊は、上記のうち奈良の大仏と鎌倉大仏が挙げられる。残る1尊は時代とともに変遷しており、第二次世界大戦後以降は富山県高岡市の大佛寺にある高岡大仏や岐阜県岐阜市の正法寺にある岐阜大仏、兵庫県神戸市の能福寺にある再建された2代目の兵庫大仏など諸説ある。

### 中国
- 雲崗石窟の曇曜五窟
- 龍門石窟の奉先寺大仏
- 楽山大仏
- 魯山大仏
- 天壇大仏
- 霊山大仏
- 南山大仏
- 東林大仏
- 西山大仏

### 韓国
- 法住寺大仏
- 束草の大仏

### アフガニスタン
- バーミヤンの大仏

### タイ
- ワット・プラチェートゥポンウィモンマンカラーラームの涅槃仏
- ワット・インタラウィハーンの大仏

### 台湾
- 八卦山大仏
- 宝覚寺大仏

### スリランカ
- 津波本願寺佛舎の大仏

### ミャンマー
- レイチュンセッチャー大仏

### ブラジル
- イビラス大仏 - エスピリトサント州イビラスにある曹洞宗寺院に2021年完成。高さ35メートル、重量350トンの鉄筋コンクリート製[11]。